# Agetocera birmanica
Agetocera birmanica es un coleóptero de la familia Chrysomelidae.
Fue descrita científicamente por primera vez en 1891 por Jacoby.